# USS Sitkoh Bay (CVE-86)
USS Sitkoh Bay (CVE-86)là một tàu sân bay hộ tống lớp Casablanca được Hải quân Hoa Kỳ chế tạo trong Chiến tranh Thế giới thứ hai. Nó đã hoạt động cho đến hết Thế Chiến II, xuất biên chế năm 1946 nhưng được cho nhập biên chế trở lại năm 1950 để phục vụ trong Chiến tranh Triều Tiên. Nó ngừng hoạt động năm 1954 và bị bán để tháo dỡ năm 1960. Sitkoh Bay được tặng thưởng ba Ngôi sao Chiến trận do thành tích phục vụ trong Thế Chiến II, và thêm một Ngôi sao Chiến trận khác tại Triều Tiên.

## Thiết kế và chế tạo
Sitkoh Bay được đặt lườn vào ngày 23 tháng 11 năm 1943 tại Xưởng tàu Vancouver của hãng Kaiser Company, Inc. ở Vancouver, Washington. Nó được hạ thủy vào ngày 19 tháng 2 năm 1944; được đỡ đầu bởi bà Kathryn Mullinnix; và được Hải quân sở hữu và nhập biên chế tại Astoria, Oregon vào ngày 28 tháng 3 năm 1944 dưới quyền chỉ huy của Hạm trưởng, Đại tá Hải quân Robert G. Lockhart.

## Lịch sử hoạt động

### Thế Chiến II
Sau khi nhập biên chế, Sitkoh Bay được trang bị và thực hiện chuyến đi chạy thử máy ngắn dọc bờ biển Tây Bắc Hoa Kỳ, trước khi đi vào cảng Alameda, California vào ngày 28 tháng 4 năm 1944 để nhận lên tàu hành khách và hàng hóa. Con tàu khởi hành từ Alameda vào ngày 30 tháng 4 để hướng sang Trân Châu Cảng, bắt đầu nhiệm vụ thường lệ vận chuyển máy bay, phi công và đội bay đi lại giữa căn cứ tiên phương và hậu phương. Hầu hết các chuyến đi của nó là giữa vùng bờ biển California, ngang qua Trân Châu Cảng đến nhiều đảo tại khu vực Trung tâm và Tây Nam Thái Bình Dương, vốn phục vụ như điểm tập trung lực lượng cho các cuộc tấn công đổ bộ xa hơn về phía Tây Bắc. Trong nữa sau của năm 1944, điểm đến của nó là Majuro thuộc quần đảo Marshall và Manus thuộc quần đảo Admiralty, nơi máy bay lần lượt được phân về Đệ Tam hạm đội và Đệ Thất hạm đội, tương ứng.
Từ tháng 1 năm 1945, Sitkoh Bay chuyển hướng từ khu vực Nam Thái Bình Dương sang tập trung phục vụ cho Đệ Tam Hạm đội tại khu vực Trung tâm Thái Bình Dương; thường xuyên ghé cảng Apra tại Guam thuộc quần đảo Mariana; cảng Roi trên đảo Roi-Namur và Eniwetok thuộc quần đảo Marshall; và đảo san hô Ulithi ở phía Tây quần đảo Caroline. Nó đã hỗ trợ cho các chiến dịch tấn công đổ bộ lên Philippines và Iwo Jima, cũng như chuẩn bị cho việc chiếm đóng Okinawa. Hoạt động tác chiến duy nhất của nó diễn ra vào ngày 7 tháng 4, khi con tàu làm nhiệm vụ chuyển giao Liên đội Thủy quân Lục chiến 31 đến Okinawa. Lúc 15 giờ 28 phút, một chiếc Yokosuka P1Y "Frances" đã bổ nhào tấn công chiếc tàu sân bay. Hỏa lực phòng không của chính nó phối hợp với một máy bay F4U Corsair tuần tra chiến đấu trên không xuất phát từ tàu sân bay Breton (CVE-23) đã bắn rơi kẻ tấn công tự sát, rơi cách mũi tàu Sitkoh Bay 100 yd (91 m) bên mạn trái. Sang ngày hôm sau, nó rời khu vực để đi Trân Châu Cảng ngang qua Guam, tiếp nối nhiệm vụ vận chuyển thường lệ.
Sau khi Nhật Bản đầu hàng kết thúc cuộc xung đột vào ngày 15 tháng 8, Sitkoh Bay gia nhập Đội đặc nhiệm 30.8, đội tiếp liệu cho Đệ Tam Hạm đội, để di chuyển đến ngoài khơi bờ biển phía Đông Nam đảo Honshū, Nhật Bản từ ngày 25 tháng 8 đến ngày 5 tháng 9. Nó đi đến Eniwetok vào ngày 10 tháng 9, để lại lên đường đi Guam ngay ngày hôm sau; và trong một tháng tiếp theo đã thực hiện các chuyến đi giữa Guam, Samar thuộc Philippines và Okinawa, trước khi quay về Trân Châu Cảng vào ngày 18 tháng 10. Con tàu quay về San Diego để bảo trì vào ngày 26 tháng 10, và sau các chuyến đi khác đến khu vực Trung tâm Thái Bình Dương, nó quay trở về Hoa Kỳ và được cho xuất biên chế và đưa về lực lượng dự bị tại Bremerton, Washington vào ngày 30 tháng 11 năm 1946.

### Chiến tranh Triều Tiên

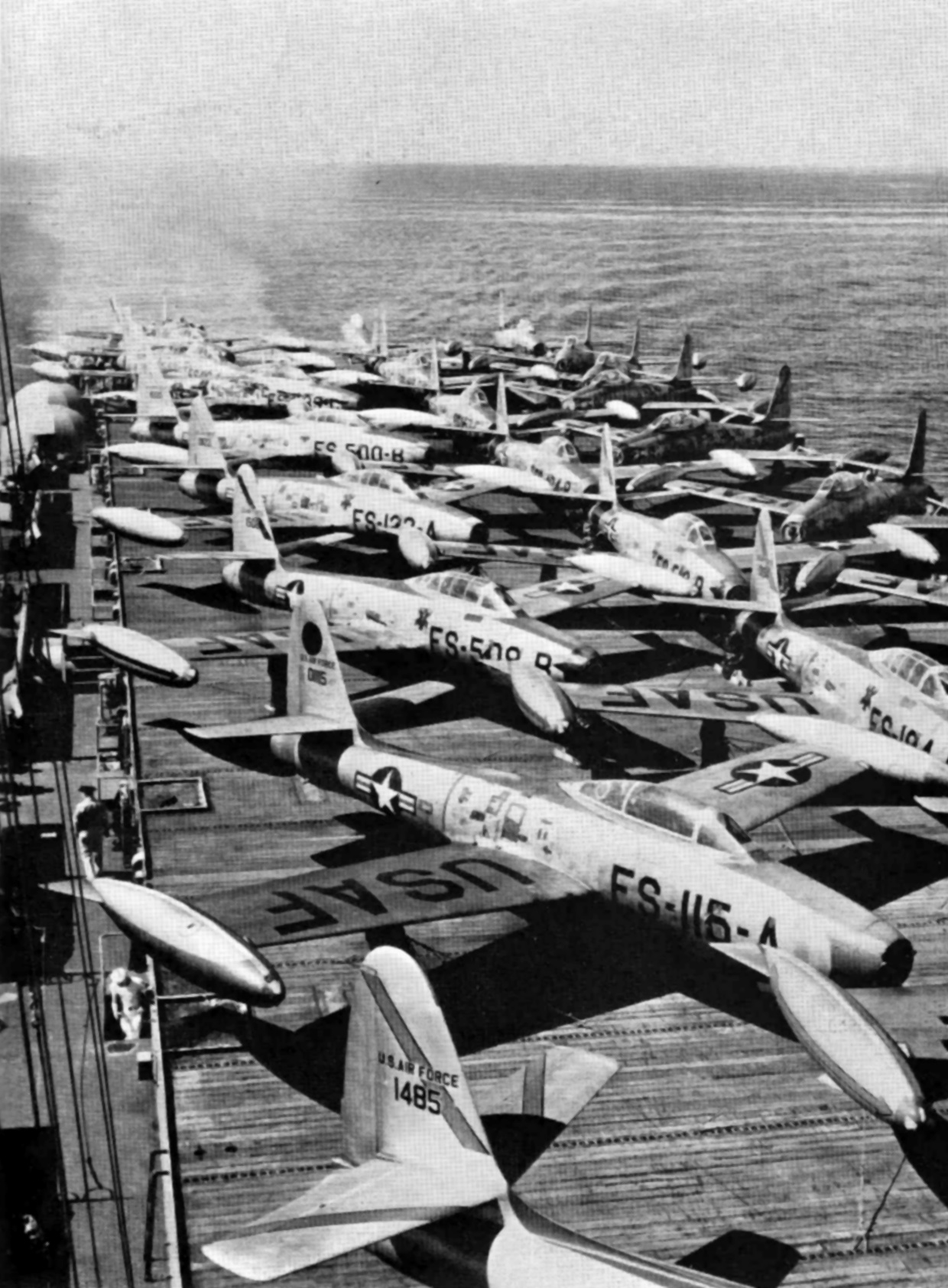
Sitkoh Bay vận chuyển máy bay Republic F-84 Thunderjet của Không quân Hoa Kỳ sang Nhật Bản, 1951.

Do sự kiện Chiến tranh Triều Tiên bùng nổ, Sitkoh Bay được cho nhập biên chế trở lại vào ngày 29 tháng 7 năm 1950 dưới quyền chỉ huy của Hạm trưởng, Đại tá Hải quân C. W. Lord. Con tàu được phân về Bộ chỉ huy Hải vận Quân sự, và trong bốn năm tiếp theo đã đi lại giữa vùng bờ Tây và Nhật Bản nhằm hỗ trợ cho hoạt động của binh lính Liên Hợp Quốc tại Triều Tiên. Ngoài những chuyến đi thường lệ từ San Francisco, San Diego và Trân Châu Cảng đến Yokohama và Yokosuka; nó còn thực hiện chuyến đi chuyển giao một lô máy bay tiêm kích F8F Bearcat cho lực lượng Pháp đến Sài Gòn tại Đông Dương thuộc Pháp vào tháng 3 năm 1951, rồi viếng thăm Manila, Philippines trước khi quay trở lại Nhật Bản, rồi viếng thăm Pusan, Triều Tiên vào tháng 9. Nó rời Yokosuka để quay trở về San Francisco vào tháng 5 năm 1952.
Sitkoh Bay một lần nữa được cho xuất biên chế vào ngày 27 tháng 7 năm 1954 và đưa về Hạm đội Dự bị Thái Bình Dương, neo đậu tại San Francisco. Vẫn đang trong thành phần dự bị, nó được xếp lại lớp như một tàu sân bay đa dụng với ký hiệu lườn mới CVU-86 vào ngày 12 tháng 6 năm 1955; điểm neo đậu được chuyển từ San Francisco đến San Diego vào giữa tháng 3 năm 1958; rồi lại được xếp lớp như một tàu chở máy bay và hàng hóa, ký hiệu AKV-86. Tên nó được cho rút khỏi danh sách Đăng bạ Hải quân vào ngày 1 tháng 4 năm 1960, và lườn tàu bị bán cho hãng Eisenberg & Co. tại New York vào ngày 30 tháng 8 năm 1960 để tháo dỡ.

## Phần thưởng
Sitkoh Bay được tặng thưởng ba Ngôi sao Chiến trận do thành tích phục vụ trong Thế Chiến II, và thêm một Ngôi sao Chiến trận khác khi phục vụ trong Chiến tranh Triều Tiên.